# 塚田孝雄
塚田孝雄（つかだ たかお、1934年- 2010年以前）は、日本の西洋古典学者。

## 人物・来歴
横浜市生まれ。東京大学法学部卒業。渋沢倉庫などを経て、和光大学非常勤講師を務めた。

## 著書
- 『シーザーの晩餐 西洋古代飲食綺譚』時事通信社, 1991.3、朝日文庫, 1996
- 『食悦奇譚 東西味の五千年』時事通信社, 1995.4、中公文庫, 1999
- 『ギリシア・ローマ盗賊綺譚』中央公論新社, 2000.3
- 『ソクラテスの最後の晩餐 古代ギリシャ細見』 (ちくまプリマーブックス) 筑摩書房, 2002.2

### 翻訳
- ドラおよびエルヴィン・パノフスキー『パンドラの箱 神話の一象徴の変貌』阿天坊耀・福部信敏共訳、美術出版社, 1975
- ジャンバティスタ・バジーレ『ペンタメローネ 五日物語』 (復刻版竜渓西欧古典叢書）編・解題、龍渓書舎, 1994.7
- ホメーロス、バーンズ編『オデュセイアー』(復刻版龍溪西欧古典叢書) 編・解題、龍溪書舎, 1997.5